# Tschanz-Antrieb

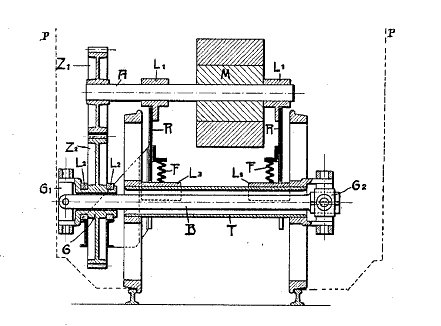
Tschanz-Antrieb,
Ausführung mit Kardanwelle wie bei der SBB Fb 2/5
(Zeichnung aus dem US-Patent)

Der Tschanz-Antrieb oder Oerlikon-Einzelachsantrieb ist ein nach seinem Erfinder Otto Tschanz beziehungsweise nach der Maschinenfabrik Oerlikon benannter vollabgefederter Einzelachsantrieb für Elektrolokomotiven.

## Konstruktion

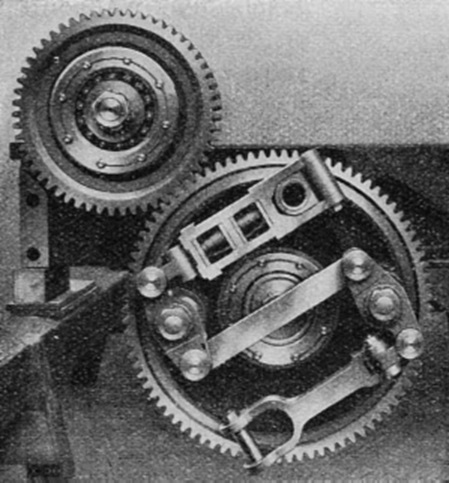
Geöffneter Tschanz-Antrieb
mit radialbeweglicher Kupplung
wie bei BCe 2/5 der BTB

Der Tschanz-Antrieb ist ein vollabgefederter Antrieb. Der Fahrmotor ist fest im Lokomotivkasten gelagert und wirkt über ein Zahnradgetriebe, das seitlich neben den Radsatz zur Radsatzwelle hinunterreicht. Darin gleicht er dem Buchli-Antrieb: Bei den ausgeführten Lokomotiven waren die  Treibradsätze innengelagert und der Antrieb wirkte einseitig von außen.
In der Ausführung der Fb 2/5 der SBB führt eine Kardanwelle durch die als Hohlwelle ausgeführte Achswelle hindurch, mit der sie auf der gegenüberliegenden Fahrzeugseite winkelbeweglich verbunden ist (siehe oben stehende Abbildung).
Bei der BCe 2/5 der BTB wurde der Antrieb vereinfacht. Das ebenfalls außenliegende Großrad wurde mit der Radscheibe durch eine radialbewegliche Kupplung verbunden (siehe nebenstehende Abbildung). Die Achswelle musste damit keine Hohlwelle sein.
Tschanz verwendete eine zweistufige Getriebeübersetzung. Wegen der zusätzlichen Masse war sein Antrieb schwerer als der zur gleichen Zeit entwickelte Buchli-Antrieb und konnte sich deshalb nicht durchsetzen. Der Vergleich ergab sich unmittelbar durch parallelen Einbau in zwei Probelokomotiven.

## Fahrzeuge mit Tschanz-Antrieb
| Land       | Bahngesellschaft | Baureihe | Anzahl | Baujahr   | Hersteller                 | Achsformel       | Einsatz | Bild |
| ---------- | ---------------- | -------- | ------ | --------- | -------------------------- | ---------------- | --- | ---- |
| Schweiz    | SBB              | Fb 2/5   | 1      | 1918      | SLM, BBC                   | 1’(1Bo)1’        | Versuchslokomotive – ein Radsatz mit Tschanz-Antrieb mit Hohlwelle, ein Radsatz mit Buchli-Antrieb, dritter Radsatz antriebslos |      |
| Schweiz    | BTB              | BCe 2/5  | 2      | 1921      | SIG, SLM, MFO              | B1’2’ [B1 2’]    | Triebwagen für Drehstrom 750 V bei 40 Hz                                                                                        |      |
| Schweiz    | SBB              | Ae 4/8   | 1      | 1922      | SLM, BBC                   | (1’Bo1’)(1’Bo1’) | Versuchslokomotive – eine Hälfte des Fahrzeuges mit Tschanz-Antrieb ohne Hohlwelle, die andere mit Buchli-Antrieb               |      |
| Frankreich | PLM              | 242 BE 1 | 1      | 1925      | Batignolles-Châtillon, MFO | (2’Bo)(Bo2’)     | Versuchslokomotive für 1500 V Gleichspannung                                                                                    |      |
| Frankreich | PLM              | 262 AE   | 4      | 1929–1930 | Batignolles-Châtillon, MFO | (2’Co)(Co2’)     | Lokomotiven für Nordrampe der Mont-Cenis-Bahn                                                                                   |      |

## Patente
- Patent  US1311928: Driving mechanism for railway-vehicles with electric motors rigidly mounted on spring-supported frames. Angemeldet am 25. November 1916, veröffentlicht am 5. August 1919, Erfinder: Otto Tschanz.‌
- Patent  CH72442: Antriebsvorrichtung an Eisenbahnfahrzeugen mit am abgefederten Rahmen fest gelagerten Motoren. Angemeldet am 16. Mai 1916, Erfinder: Otto Tschanz.‌
- Patent  FR484430: Mécanisme moteur pour véhicules de chemins de fer, avec moteurs électriques rigidement fixés au chassis monté sur ressorts de suspension. Angemeldet am 3. Oktober 1917, Erfinder: Otto Tschanz.‌